# Bohemians 1905
Bohemians Praha 1905 er en tjekkisk fodboldklub med base i Vršovice, en forstad til Prag. Bohemians 1905 blev oprindeligt grundlagt som AFK Vršovice og spiller i den Tjekkiske 1. Liga. Klubbens hjemmebane er Ďolíček stadion og deres maskot er en kænguru.
Bohemians 1905 vandt det tjekkoslovakiske mesterskab i 1982–83 sæsonen, der er klubbens eneste trofæ til dato. Den mest populære spiller fra Bohemians 1905 er Antonín Panenka, der spillede i klubben fra 1967 til 1981.